# Broedgedrag van zeevogels
Dit artikel handelt over de kenmerken en variaties in het broedgedrag van zeevogels. Met zeevogels worden welbepaalde vogelfamilies bedoeld – uit verschillende ordes – die het grootste deel van hun leven doorbrengen in open zee. De volgende ordes van de klasse der vogels bestaan voor een groot deel (of volledig) uit zeevogelfamilies: de buissnaveligen (Procellariformes), de pinguïns (Sphenisciformes), de roeipotigen (Pelecaniformes) en de steltloperachtigen (Charadriiformes). Veel zeevogels vertoeven meerdere jaren na elkaar op zee, zonder in die periode aan land te komen. De hoofdreden waarom ze na zo’n periode alsnog het land opzoeken, is om zich voort te planten. De broedperiode van zeevogels (het zoeken van een partner, het voortplanten en het grootbrengen van de kuikens) is vaak een langdurig proces; bij sommige soorten zoals albatrossen duurt dit vaak langer dan een jaar (dit in schril contrast met de zangvogels, waarbij dit een veel kortere periode betreft). Zeevogels broeden in kolonies die bestaan uit individuen van eenzelfde soort, of verschillende soorten. Zij zoeken hiervoor doorgaans eilanden, rotsen en kliffen nabij de kust op, waar ze veilig zijn voor aan land levende roofdieren. Het broedgedrag van zeevogels is zeer specifiek en tegelijkertijd bestaan er veel verschillen tussen de soorten onderling. 

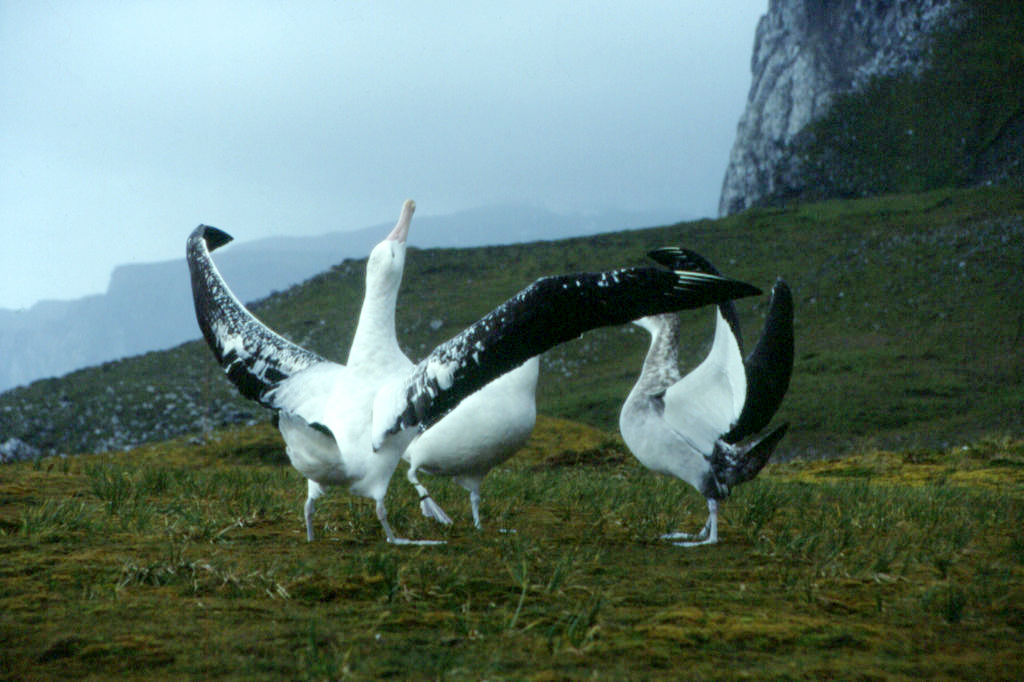
Grote albatros

## Het zoeken van een partner
Eerst en vooral gaan vogels op zoek naar een geschikte partner. De manier waarop dit gebeurt, verschilt sterk van soort tot soort. Meestal begint het proces met een sterke territoriale verdediging, gevolgd door het lokken van potentiële partners. Ten slotte wordt een geschikte nestlocatie binnen het territorium gezocht. Zeevogels zijn doorgaans lang levende, monogaam ingestelde vogels die met andere woorden een partner voor het leven kiezen. Dit maakt het selecteren van een juiste partner enorm belangrijk; de keuze heeft levenslange gevolgen voor ouders en nageslacht. 

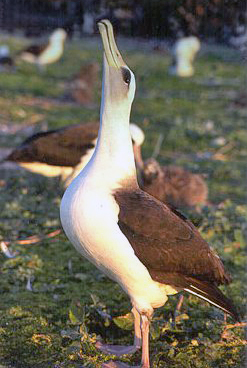
Laysanalbatros

### Paringsdansen
Zeevogels zijn een van de weinige vogelgroepen die paringsdansen uitvoeren in hun proces om een geschikte partner te vinden. Deze dansen zijn complex en omvatten zowel bewegingen als vocalisaties die sterk variëren binnen ordes en families. Voornamelijk de albatrossen staan bekend om hun ingewikkelde paringsdansen; deze worden tevens beschouwd als een van de meest ontwikkelde paringsdansen in het dierenrijk. Beide leden van het koppel gebruiken deze dans om de ‘kwalitatieve eigenschappen’ van de partner in te schatten. In veel gevallen raken de albatrossen elkaar aan met de snavel en wordt tevens de nek naar boven uitgestrekt. Daarnaast kunnen ook de vleugels uitgespreid worden, waardoor de vaak enorme spanwijdte van de vogels zichtbaar wordt. Veel albatrossen houden zulke paringsdansen telkens wanneer ze – na enige jaren – opnieuw herenigd worden met hun partner. 
Ook bij genten is het naar boven strekken van de nek een vaak voorkomend verschijnsel. Daarnaast wordt bij deze soorten de kop ook volledig naar achteren geworpen. Voorts maken ze een fluisterend geluid. Een van de bekendste gedragingen bij genten echter, is het sierlijk paraderen en wandelen van mannetjes, doorgaans met de staart rechtop. Tijdens dit wandelen pronken de dieren met hun felgekleurde poten. 

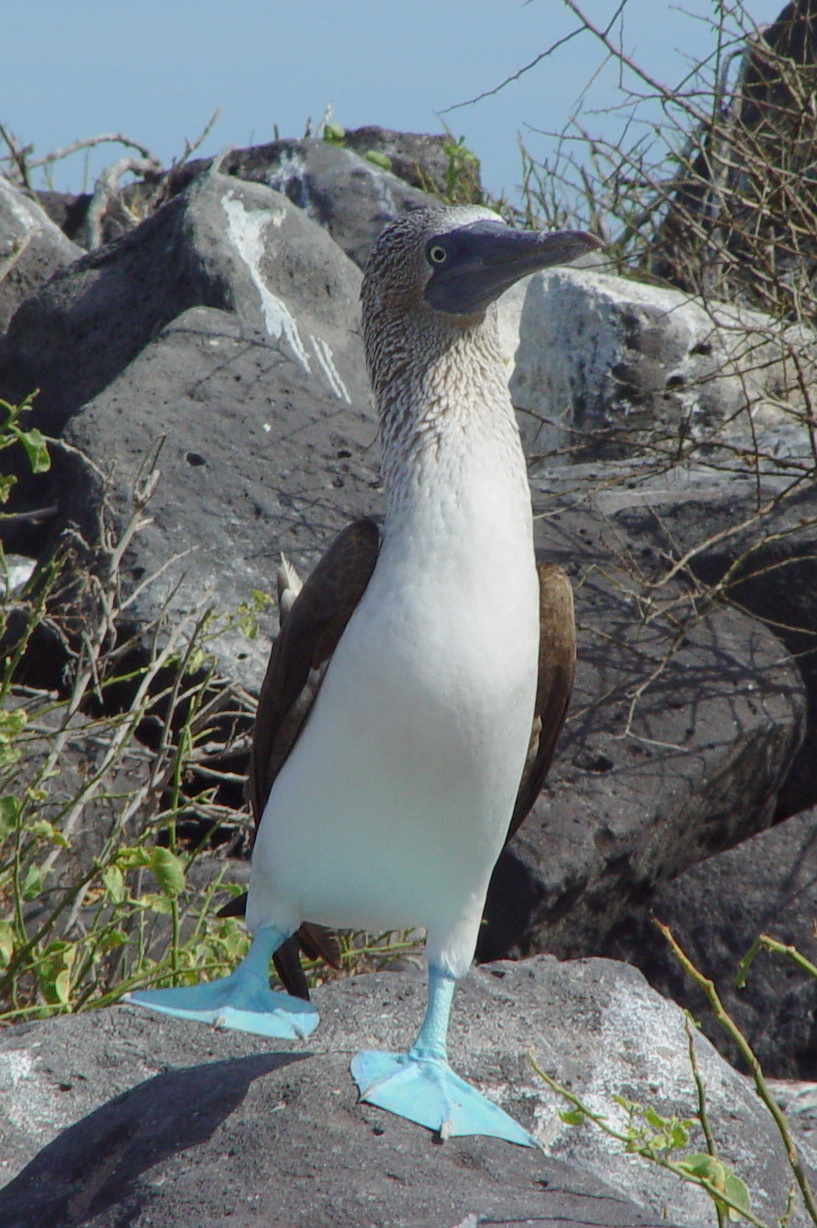
Blauwvoetgent

Fregatvogels maken gebruik van hun felgekleurde rode keelzak om een vrouwtje te lokken; de mannetjes vliegen – hiermee pronkend – vaak boven een groep vrouwtjes, waarbij deze laatste haar keuze kan maken. Vervolgens maken ze een nest dat het mannetje zal helpen verdedigen. 

### Het voeden van partners
Zodra het paartje gevormd is, komt bij veel soorten het gedrag voor waarbij het mannetje het vrouwtje voedsel aanbiedt; in sommige soorten kan dit ook omgekeerd zijn. Dit gedrag helpt de band tussen beide vogels te versterken, en vermindert agressie. Tevens voorziet dit gedrag het vrouwtje van extra voedingsstoffen die essentieel zijn voor het leggen van de eieren.

### Homoseksualiteit bij zeevogels
Bij zeevogels komt soms een beperkte vorm van homoseksueel gedrag voor. Er is geen sprake van homoseksuele copulatie, maar er worden wel levenslange paren van hetzelfde geslacht gevormd. Meestal gaat het om vrouwtjes. Dit gedrag kan voorkomen bij meeuwen, sterns, albatrossen en pinguïns.

## De voortplanting
Nadat het paartje gevormd is, treedt de fase van copulatie op. Dit geschiedt voornamelijk aan land. Het paar zal doorgaans meerdere malen na elkaar copuleren, ondanks het beperkte aantal jongen (vaak maar één ei). Het copuleren wordt gezien als een gedraging die de band tussen beide dieren versterkt. 

## Het grootbrengen van de kuikens
Het grootbrengen van de kuikens is de meest cruciale fase van het broedgedrag bij zeevogels. De kuikens worden warm gehouden en beschermd. Veelal leren de ouderdieren hun jongen hoe ze moeten overleven. Een belangrijk kenmerk van zeevogels is dat het grootbrengen van de kuikens zeer lang duurt in vergelijking met andere vogels; bij albatrossen kan dit 9 maanden tot zelfs meer dan een jaar duren. Dit is een van de redenen waarom de vogels hooguit een keer per jaar kunnen broeden, soms zelfs nog minder.
Sinds 2007 is bekend geworden dat de broedpopulaties van zeevogels ernstig in gevaar zijn door de aanwezigheid van huismuizen (Mus musculus) in het broedgebied. De muizen zijn een invasieve soort sinds ze aan het eind van de 19e eeuw zijn ingevoerd op sommige onbewoonde eilanden zoals Gough waar zeevogels broeden. Ze hebben zich zodanig aangepast dat ze in staat zijn de kuikens van alle vogelsoorten op het eiland aan te vallen en te doden. Hoewel deze kuikens vaak 300 keer zwaarder dan een huismuis, zijn ze weerloos en kunnen niet vluchten. De muizen vallen in groepen van enkele tot 10 dieren aan en brengen wonden toe met hun knaagtanden, waarna ze zich tegoed doen aan het bloed en de inwendige organen van het kuiken.